# Sockbridge
Sockbridge – osada w Anglii, w Kumbrii. Leży 30,5 km od miasta Carlisle i 391,2 km od Londynu. W 1961 roku civil parish liczyła 196 mieszkańców.